# 格里芬山
格里芬山（英語：Mount Griffin），是南極洲的山峰，位於維多利亞地的彭內爾海岸，處於博爾特山東南面24公里，海拔高度1,760米，美國地質調查局根據測量和美國海軍拍攝的空中照片繪入地圖，現時由南極條約體系管理。